# Lauren O’Reilly
Lauren O’Reilly (ur. 4 kwietnia 1989) – kanadyjska siatkarka grająca jako rozgrywająca. 
Obecnie występuje w drużynie Trinity Western University.